# Jean-Jacques Brousson
Pour les articles homonymes, voir Brousson.
Jean-Jacques Brousson, né le 20 septembre 1878 à Nîmes et mort le 24 janvier 1958 à Uzès, est un homme de lettres, journaliste et écrivain français.

## Biographie
Né d'un père médecin, ancien major militaire. Il est élevé par des nourrices à Sommières, dont une en particulier qu'il considère comme sa seconde mère. Son père le met en pension à Nîmes vers 6 ans. Puis il fait des études de droit à Montpellier, sous l'influence de son père. Mais passionné de lettres et d'histoire, il décide de monter à Paris.
Il arrive à Paris en 1902, et, après de menus travaux de documentaliste, devient en 1904 le secrétaire particulier d'Anatole France qui le paie  plus souvent en œuvres d'art qu'en monnaie sonnante et trébuchante; au cours d'un voyage en Argentine, il se fâche avec Anatole France qui le licencie en 1909.
Brousson  collabore aux  Nouvelles littéraires (l'hebdomadaire le plus influent de la vie des lettres de l'entre-deux-guerres créé notamment par Maurice Martin du Gard), ainsi qu'au Matin, au Gil Blas, à la Dépêche de Toulouse, à Candide. 

Très érudit, son ironie et sa plume vive sont alors connues dans Paris.
Il habite 10 rue Le Regrattier, dans l'île Saint-Louis (Paris 4e) un appartement rempli de livres, puis vers la fin de sa vie un petit appartement place des Vosges.
Il dirige avec Raymond Escholier la revue Demain d'avril 1924 à août 1925, puis il devient critique littéraire au journal Excelsior.
Grâce au succès de son livre sur Anatole France, il s'achète l'hôtel d'Amoreux à Uzès, rue du docteur Blanchard, où il vient chaque été avec des amis écrivains ou artistes, et où il retourne pour y mourir.
Il est un ami intime de Roger Dévigne, et participe souvent à des réunions littéraires chez celui-ci. Son appartement rue Le Regrattier est aussi le rendez-vous des hommes de lettres et de journalistes.

## Œuvres
- Anatole France en pantoufles, 1924, et 1929, Ed G. Crès, Paris
- Anatole France himself, a Boswellian record, translated by John Pollock, T. Butterworth, 1925
- Itinéraire de Paris à Buenos-Ayres, G. Crès, Paris, 1927.
- Les Deux Maîtres, 1928
- "Les Maîtres du Livre : Siméon", lettre-préface à l'étude de Luc-Benoist, Henry Babou Éditeur, 1930
- Les Nuits sans-culotte, 1930
- Les Dames de Sauve, 1931
- Les Fioretti de Jeanne d'Arc, Ed. Flammarion, 1931
- Le Chevalier d'Éon ou le Dragon en dentelles, 1934
- Les Vêpres de l'avenue Hoche, orné d'un frontispice par Claude Escholier, et de deux hors-textes par JJ. Brousson, Ed. du Cadrau, 1932
- Les deux soupes, saynète d'aujourd'hui, 1935
- La Louve en Languedoc, illustration par Saint-Marc Jaffard, Imp. R. Darauttière, 1936
- À l'ombre de la guillotine, nouvelle publiée en 1939 dans le journal "Les nouvelles littéraires"